# 第三會 (修會)
第三會（英語：Third order）是天主教中有從屬於一特定修會，且有別於所謂的第一會（男性修會）及第二會（女性修會）的團體，又稱為在俗會。其成員由認同修會宗旨的平信徒或是教區司鐸組成，他們與第一與第二會成員的差異在於他們沒有發聖願，但是有發誓遵守為其所設的規範。此外在某些修會，如方濟會，則有由修道士所組成的正規第三會。

## 定義
天主教法典對於第三會的定義如下：
「有的善會其成員在俗分享某修會精神，在同一修會高級上司管理下，度使徒生活，並嚮往基督化的成全，這樣的社團，稱為第三會，或其他名稱。」
第三會這個稱呼是與第一會和第二會去做對應的，第一會是男性修會，有些修會的創始者亦會為有心加入修道生活的女性們成立屬於他們的修會，因而被稱為第二會。這個架構在道明會與方濟會建立後特別明顯。
最早的第三會團體是由亞西西的聖方濟各所成立的，就在他先後成立了貧窮小兄弟會和貧窮佳蘭隱修會之後，他又為了跟隨他而沒有加入修道生活的信徒們成立了世俗的修道團體，後來的人就以他的名稱稱為方濟各會第三會。之後其他修會也仿效成立了各自的第三會。

## 規範
第三會可分成兩種類別：正規第三會和在俗第三會。正規第三會也可稱為修道第三會，其成員也如同第一和第二會會士們一樣有發誓遵守三聖願，亦有接受修會的集體生活，只是其遵守的會規沒有那麼嚴苛，其形成可能是由原先從屬於各修會第三會的修道人士，因為對修院生活的嚮往而各自組成的團體。在俗第三會成員則沒有發修道聖願，其組成的團體則受總會監督。